# Kirnitzschtal
Kirnitzschtal est une ancienne commune de Saxe (Allemagne), située dans l'arrondissement de Suisse-Saxonne-Monts-Métallifères-de-l'Est. Depuis le 1er octobre 2012, elle est rattachée à la ville de Sebnitz.